# Chattobanahalli, Davanagere
Chattobanahalli là một làng thuộc tehsil Davanagere, huyện Davanagere, bang Karnataka, Ấn Độ.